# 拉萨卫士
拉萨卫士是中国人民解放军成都军区向鎮壓1989年拉萨骚乱部隊官兵頒發的一組紀念章、紀念冊。
拉萨在1989年發生骚乱後后戒严一年，成都军区向鎮壓骚乱部隊官兵頒發紀念章、紀念冊。獲頒者包括贵州省铜仁军分区司令员王能海、四川省绵阳市人胥金龙、第一四九師官兵等。
該紀念章分成兩部分。上半部是五角形，正面圓圈中有軍人圖案，背面是受勳者姓名。下半部介於五角形與圓形之間，正面圓圈中有五星、「1989」字樣與步槍圖案，背面圓圈中有「成都军区」字樣，上面的橫扣有「拉萨卫士纪念章」字樣。

## 外部連結
- Lot.22 1989 拉萨卫士纪念章